# Nelson Amorim Magalhães
Nelson Amorim Magalhães (Rio de Janeiro, 17 de maio de 1913 — Local e data de morte desconhecido) foi um futebolista brasileiro que atuou como atacante. É um dos 30 maiores artilheiros da história do clube.

## Carreira
Iniciou e encerrou a carreira no Flamengo de 1931 a 1936, fazendo 149 partidas e marcando 90 gols.
Pouco se sabe sobre o atleta antes e depois de sua passagem pelo Flamengo, mas ele realizou grandes feitos pelo clube na década de 1930, como marcar 6 gols no jogo Flamengo 16–2 River no Campeonato Carioca de 1933.

### Seleção Brasileira
No dia 11 de dezembro de 1932, atuou em um jogo amistoso entre a Seleção Brasileira e Nacional do Uruguai.

## Títulos
Flamengo
- Torneio Extra do Rio de Janeiro: 1934
- Torneio Aberto de Futebol do Rio de Janeiro: 1936